# Godeliève Mukasarasi
Godelieve Mukasarasi, född 1959 är en socialarbetare och aktivist från Rwanda. 
Godelieve Mukasarasi klarade sig undan folkmordet i Rwanda 1994 men kom att arbeta med rehabilitering och stöd till dem som drabbats av sexuellt våld och tortyr genom sitt arbete som socialarbetare. 1996 mördades hennes man Emmanuel Rudasingwa och dotter, troligen som en följd av parets arbete med att skipa rättvisa efter folkmorden. Trots detta fortsatte Godelieve arbetet och lyckades få fyra personer att vittna mot en av de män som ansågs vara ansvarig, Taba Jean-Paul Akayesu.
Hon har grundat föreningen Sevota som stöttar änkor och barn till de män som mördats 1994. Fokus har varit kvinnor boende på landsbygden och för detta arbete har hon blivit tilldelad både nationella och internationella priser, bland annat International Women of Courage Award 2018.